# Michel Benoit
Pour le joueur d'échecs, voir Michel Benoit (joueur d'échecs).
Pour les articles homonymes, voir Benoît.
Michel Benoit, né le 25 janvier 1957 à Paris, est un écrivain français, romancier, essayiste, et auteur de théâtre. Historien, il utilise un style narratif et anecdotique propre à la petite histoire.
Il est membre de la société des études robespierristes et des amis de Robespierre.
Il publie Les Enquêtes du commissaire Merle, des romans policiers qui situent les enquêtes entre la Nièvre, le Cher et l'Allier.
En tant que président de l'association Lire à Saint-Pierre, il organise à Saint-Pierre-le-Moûtier, un salon du livre qui accueille une vingtaine d'écrivains de la région Bourgogne.

## Biographie

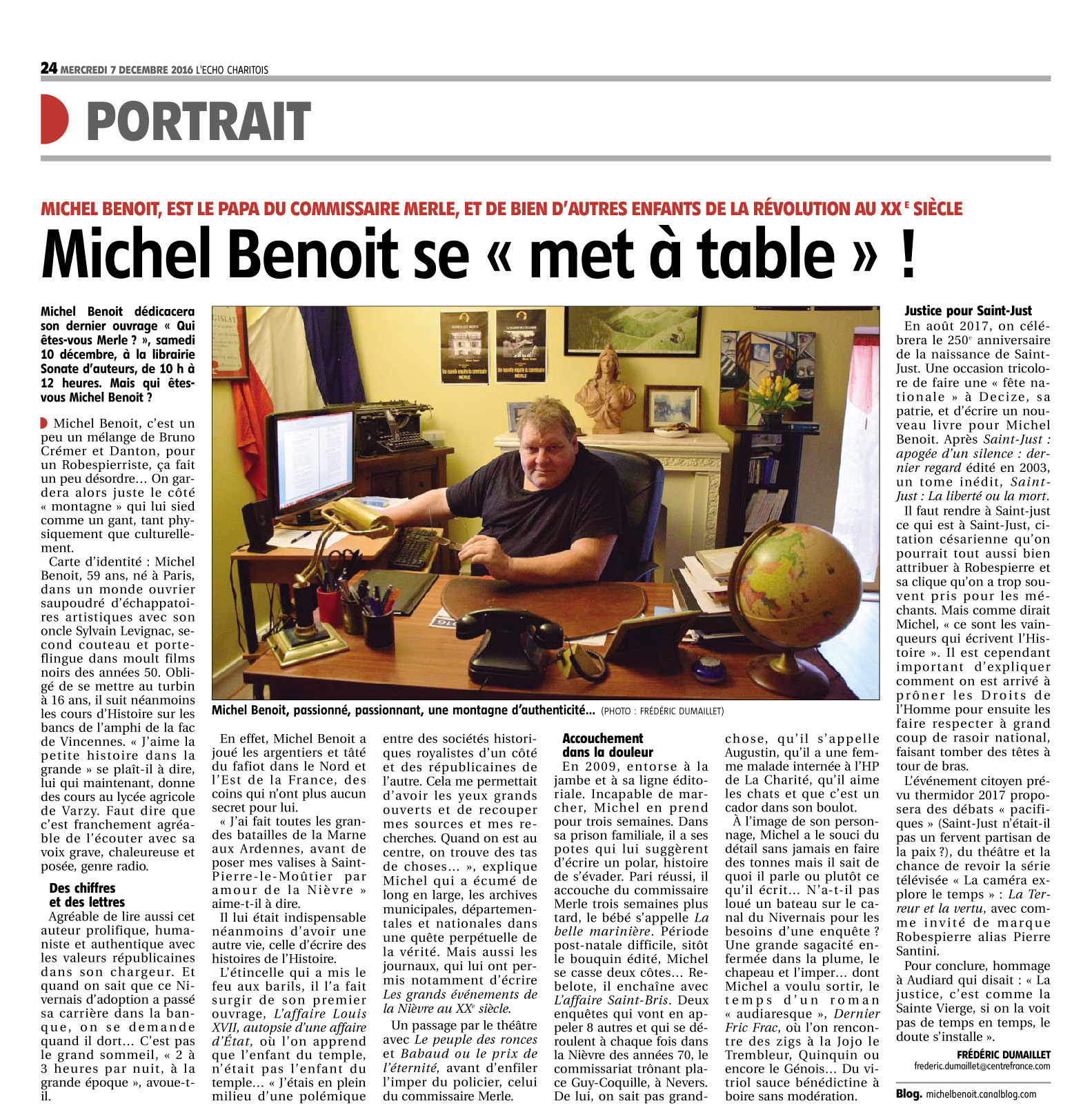
Article sur Michel Benoit paru en 2016 dans L'Echo Charitois, un journal local de La Charité-sur-Loire.

Michel Benoit est né et a poursuivi sa scolarité à Paris, puis il a étudié en école de commerce et suivi en candidat libre les cours d'histoire de la faculté de Vincennes. À l'école primaire, il se passionne pour l'histoire et notamment la Révolution française. Il vit à Paris jusqu'en 1982. À chacun de ses déplacements, dans les Ardennes (de 1982 à 1992) dans l'Aisne (de 1992 à 1998) puis de nouveau dans les Ardennes (de 1998 à 2000), dans la Nièvre entre 2000 et 2003 et en Côte d'Or entre 2003 et 2007 les « Révolutionnaires le poursuivront »[réf. nécessaire].
Depuis 2007, il réside à Saint-Pierre-le-Moûtier, dans la Nièvre, poursuit ses travaux d'écriture et donne régulièrement des conférences sur les grands mystères de l’histoire.
Il se spécialise dans la période concernant la Révolution Française et s’intéresse à l’œuvre d’Albert Mathiez. Son premier essai historique concerne l’évasion de Louis XVII de la prison du Temple, qu’il situe le 19 janvier 1794 et s’intitule : L’affaire Louis XVII, autopsie d’un secret d’État aux éditions les Cerises aux Loups 2001. À ce titre, il est membre du Cercle historique sur la question Louis XVII et des Amis de Robespierre à Arras.
Durant son séjour dans les Ardennes, Michel Benoit étudie les archives du département concernant la période révolutionnaire et publie aux Éditions Guéniot : Portraits de Révolutionnaires ardennais - Quand les Ardennes étaient sans culotte, ouvrage préfacé par Philippe Vuilque, député maire de Revin.
Durant son premier séjour dans la Nièvre, il s'installe à Decize et écrit Le dernier jour du Conventionnel Louis Antoine de Saint-Just. Ce récit est suivi d’histoires faisant revivre des personnages nivernais ayant vécu sous la période révolutionnaire et ayant connu une fin tragique. Le livre est publié aux Éditions Guéniot sous le titre : Saint-Just, apogée d’un silence, dernier regard ; Suivi de sept portrait de nivernais sous la révolution. Il est préfacé par Bernard Vinot, président de l’association des amis de Saint-Just.
Il rencontre Michel Huvet, chef de la rédaction locale au Bien public à Dijon, avec qui il prépare le salon du livre de Dijon, lequel lui présente Gérard Gauthier, éditeur des Éditions de l’Armançon qui éditera en 2007 : 1793, la République de la tentation dans lequel Michel Benoit déclare prouver la culpabilité du député conventionnel Claude Basire dans l’affaire de la compagnie des Indes et qui sera guillotiné avec Danton le 5 avril 1794.
En 2007, les éditions de Borée le contactent. Il y publie en 2009 : Les Grands événements du nivernais qui est préfacé par le rédacteur en chef du Journal du Centre Jean-Yves Vif ; en 2014, Les Mystères du Cher en collaboration avec l’écrivain Jean-Claude Georges.
L’été 2014 voit les débuts de sa collaboration avec les magazines nationaux : Les Grandes Affaires de l'Histoire et Les Grandes Affaires Criminelles.
En mars 2016, il publie chez Eyrolles un nouveau livre reprenant la fin tragique de quinze personnages historiques ayant connu une fin mystérieuse sous le titre : Les Morts mystérieuses de l’Histoire,
Licencié en histoire et membre de la Société des études robespierriste, parainné par les historiens Bernard Vinot, biographe de Saint-Just et Marcel Dorigny, spécialiste de l'histoire de l'esclavage dans les territoires français au XVIIIe siècle, il siège depuis l'été 2023 au Comité scientifique de l'association pour le bi-centenaire de la révolution française (A.R.B.R.R) en tant qu'historien et écrivain et participe à la rédaction de son magazine mensuel L'Incorruptible.

### Homme de théâtre
En 2004, avec l’appui du Conseil général de la Nièvre, il investit les Forges royales de Guérigny en compagnie de la troupe de théâtre Carambole et du comédien et metteur en scène Pascal Tedes. Ce dernier écrit une pièce : Le Peuple des Ronces où Michel Benoit joue le rôle de conseiller historique. La pièce sera jouée plusieurs fois, notamment à Luzy dans la Nièvre le 18 mars 2007
Michel Benoit écrit : Babaud, ou le prix de l’éternité à la suite d'une commande du Conseil général de la Nièvre à propos du tricentenaire de la naissance de l’industriel. Cette pièce sera éditée et jouée les 19, 21 et 22 octobre 2006 aux Forges Royales de Guérigny.
En octobre 2017, il organise aux Forges de Guérigny deux journées autour du 250e anniversaire de la naissance de Louis Antoine Saint-Just né à Decize en 1767. Il écrit pour cette occasion la pièce de théâtre D’entre les morts qui sera jouée à plusieurs reprises par la troupe du Carambole.

### Romancier
Il écrit une première nouvelle éditée chez Dominique Guéniot, Le petit être à gauche de la lune, le soir, quand la ville dort. À l’automne 2015, il édite aux éditions Rue des Boucheries, un récit autobiographique intitulé : Comment vous dire…
En 2017, il entreprend l'écriture de polars avec la sortie de Dernier Fric Frac à la manière de Michel Audiard, en hommage au cinéma français des années 1960 et à son oncle Sylvain Lévignac.

#### Naissance du commissaire Merle
En 2010 il publie son premier roman policier : La Belle marinière où l’on découvre pour la première fois le commissaire Augustin Merle. Pour les besoins de la cause, le policier habite rue des Boucheries (ce sera le nom de la maison d’édition créée spécialement par l’auteur pour éditer ses romans policiers) et déambule dans les rues de Nevers ou sur les chemins de la Nièvre et du Morvan à la recherche d’un coupable qu’il ne tarde jamais à découvrir. L’année d’après, il éditera : L’affaire Saint-Bris puis Berceuse pour un crime en 2012, en 2013 L’Hôtel du Cheval rouge, en 2014 L’assassin de la ligne 7, en 2015 La maison de l’éclusier  qui sera publiée dans le Journal du Centre sous la forme de feuilleton durant plusieurs mois et Thérèse est morte en 2016 aux éditions De Borée Centre France, un recueil de trois enquêtes inédites du commissaire Merle : Vendanges mortelles, Fleur des gares et La nuit du Pénitent sous le titre : Merle voit rouge.
En septembre 2016 les quatre premiers volumes des enquêtes du commissaire Merle sont rééditées chez de Borée sous le titre : Qui êtes-vous Merle ?.
En février 2017, trois romans, L'Assassin de la ligne 7, La Maison de l'éclusier et Thérèse est morte sont réédités sous le titre Rendez-vous avec Merle par les éditions De Borée. Il publie également une autre enquête du Commissaire Merle, Rue des Boucheries, en clin d'œil à l'adresse du Commissaire à Nevers.
En 2018, c'est sous le titre Les Iris rouges que l'auteur poursuit l'aventure du Commissaire Merle. Un roman policier plus intimiste où les sentiments se mêlent à l'enquête.
En 2022, après avoir collaboré durant 4 ans avec une petite maison d'édition et édité quatre enquêtes du commissaire Merle, il reprend la main sur son personnage et entame une collaboration avec une graphiste et les imprimeries Laballery à Clamecy pour la sortie du roman Crimes en haut nivernais.

#### Naissance d’Ethon Blimiec
En 2020 il crée un nouveau personnage de roman. Un détective privé qui portera pour nom son anagramme Ethon Blimiec. Un univers policier qui se déroule dans les années 1970 où l’on découvre un personnage insolite qui déjoue tous les codes. En créant son agence de détective, l’agence Mogador, rue de la butte aux cailles, Ethon Blimiec va devoir résoudre un grand nombre d’énigmes policières.
Le projet se concrétise rapidement et est présenté aux Éditions Lucien Souny. Véronique Thalbuis, devient son éditrice et publie en mars 2021 dans la collection Plumes noires les deux premiers romans de la série : La naissance d’un privé Ethon Blimiec et Sans fleurs et sans couronnes.

#### Roman fiction-Historique
C'est en découvrant l'œuvre de Medjid Houari de 2022 Le grand passage qu'il écrira son premier roman de fiction-historique La Porte du Temps dont l'action se situe principalement au donjon de Jouy, près de Sancoins, dans le Cher.

### Essayiste
En 2014, il publie aux éditions Rue des Boucheries une sélection de chroniques écrites sur son blog : Le blog de Michel Benoit qu’il tient depuis 5 ans. Les articles sont illustrés par son ami le peintre Gérard Lesoeur sous le titre : Mes pensées, mes chagrins, mes coups de gueule ! Suivi des nouvelles du bistro d’en bas.

## Publications

### Essais historiques
- L'affaire Louis XVII, autopsie d'un secret d'État, Les Cerises aux loups, 2001 (ISBN 2-913275-18-4).
- Portraits de révolutionnaires ardennais - Quand les Ardennes étaient sans culottes (préf. Philippe Vuilque), Dominique Guéniot, 2002 (ISBN 2-87825-223-3).
- Saint-Just : apogée d'un silence : dernier regard ; suivi de Sept portraits de Nivernais sous la Révolution (préf. Bernard Vinot), Dominque Guéniot, 2003 (ISBN 2-87825-255-1).
- 1793, la République de la tentation : une affaire de corruption sous la Ire République, Éditions de l'Armançon, 2008 (ISBN 978-2-84479-117-7).
- Les Grands Événements du Nivernais au XXe siècle, de 1900 à 2000, Éditions de Borée, octobre 2009 (ISBN 978-2-84494-972-1).
- Les Mystères du Cher (co-écrit avec Jean-Claude George), Éditions de Borée, 2014 (ISBN 978-2-8129-0598-8).
- Les morts mystérieuses de l'histoire, Eyrolles, 2016 (ISBN 978-2-212-56442-6).
- Saint-Just, la liberté ou la mort, De Borée Centre France, juillet 2017.
- Les grands événements de l'Histoire, Marivole, septembre 2018, 171 p. (ISBN 978-2-36575-441-5)[20].
- La guillotine : La religion du couteau, Marivole, coll. « Documents et Histoire », mai 2019, 145 p. (ISBN 978-2365754576)[21].
- L'affaire de la Compagnie des Indes, Ramsay, mai 2023, 220 p. (ISBN 978-2812204265).

### Articles
- « Qui a eu la tête de Robespierre ? », Les grandes affaires de l'Histoire, no 25 « 20 événements qui ont bouleversé l'histoire de France »,‎ août 2016, p. 50-55
- « De Golfe-Juan à Paris : le "vole de l'Aigle" », Les grandes affaires de l'Histoire, no 25 « 20 événements qui ont bouleversé l'histoire de France »,‎ août 2016, p. 61-65
- « L'appel du 18 juin », Les grandes affaires de l'Histoire, no 25 « 20 événements qui ont bouleversé l'histoire de France »,‎ août 2016, p. 101-103
- « Montoire : les premiers pas vers la collaboration », Les grandes affaires de l'Histoire, no 25 « 20 événements qui ont bouleversé l'histoire de France »,‎ août 2016, p. 109-113

### Essais
- Mes pensées, mes chagrins, mes coups de gueule ! ; suivi de Les dernières du bistrot d'en bas (ill. Gérard Lesoeur), Rue des boucheries éditions, 2014 (ISBN 979-10-94260-00-5).
- Comment vous dire, Rue des boucheries éditions, 2015 (ISBN 979-10-94260-18-0).
- Quand sonnent les sirènes : Entretien, Les éditions Mutines, 2019, 55 p. (ISBN 9782491189006).

### Théâtre
- Le peuple des ronces, en collaboration avec Pascal Tédes. Pièce dramatique en deux actes sur le neuf Thermidor. Création aux Forges royales de Guérigny en juin 2005 par la troupe Le Carambole
- Babaud ou le prix de l'éternité (Dramatique en deux scènes), Dominique Guéniot, 2006 (ISBN 2-87825-358-2)Création aux Forges royales de Guérigny les 19 et 22 octobre 2006 par la troupe Le Carambole.
- D'Entre les morts. Une pièce de Michel Benoit avec la participation de Pascal Tédes. Pièce dramatique en un acte. Création pour les cérémonies de commémoration du 250e anniversaire de la naissance de Louis Antoine de Saint-Just. Juin 2017.

### Poésie et chansons
- En 2021, il obtient le 1er prix de poésie de la Société des artistes de France pour son poème La rencontre. La même année, il écrit une quinzaine de chansons en collaboration avec le musicien Alban Jacques Bouquette et participe à la création de plusieurs chansons dont il fait les textes avec le musicien Michel Naroun dont Le tableau noir, Tatoo flou, J'me sens si petit, Mon ange et Si tu le veux.
- En 2023, il fait une tournée dans le cadre du printemps des poètes dans les médiathèques et salle des fêtes de la Nièvre. Son spectacle désigné sous le nom C'est pas la Loire à boire associant la peinture, la musique et la poésie connait un beau succès.
- En mai 2023, sortie du CD Si tu le veux enregistré au studio Noëmi à Courtenay avec 12 chansons françaises écrites par Michel Benoit et Michel Naroun.
- En septembre 2023 le 1er prix de poésie lui est décerné par la Société des artistes et poètes de France au cours d'une réception au théâtre de la Closerie à Étais-la-Sauvin.
- À la suite de son passage à l'émission On n'oublie pas les paroles sur France 2, il contacte le chanteur Hugues Futo (sosie vocal d'Elvis Presley) et lui propose de lui écrire des chansons personnalisées. Il corrige et assure la préface de sa biographie dans un premier temps, puis lui écrit plusieurs chansons que son ami et complice Michel Naroun met en musique. Un CD voit le jour enregistré aux Studios Noémi à Courtenay. Le lancement est réalisé le 16 mars 2024 sur la scène du BBC à Nevers devant une centaine de personnes.
- En 2025 Il publie avec JEJ éditions un recueil de 120 poèmes et chansons intitulé : La Vie qui va et créé un spectacle poétique avec des compositions mises en musique. Ce spectacle, mis en place dans les bibliothèques et médiathèques de la Nièvre, a pour originalité, ormis le choix des musiques accompagnant chaque poésie, de compter la présence de son ami le peintre Bruno Vialatte (petit fils de l'écrivain Alexandre Vialatte) qui créé en direct une oeuvre picturale originale devant le public.
- La vie qui va. JEJ Editions  (ISBN 978-2487-317109)

### Émission de radio
Il crée en juillet 2022 une émission radiophonique qui s'intitule Bonjour la Nièvre. Elle sera diffusée d'une façon hebdomadaire sur les ondes de RCF Nièvre. Il animera cette émission en se rendant chaque semaine dans un village rural pour y interviewer les maires de chaque commune de la Nièvre.

### Romans fiction
C'est dans le parc du donjon de Jouy, à Sancoins, qu'il rencontre l'œuvre de Medjid Houari Le grand passage. La sculpture monumentale de l'artiste plasticien va l'inspirer et il écrira son premier roman de fiction-historique.
- La Porte du Temps, JPS Soumet (ISBN 978 2375160275).

### Romans
- Le petit être à gauche de la lune, le soir, quand la ville dort, Dominique Guéniot, 2004 (ISBN 2-87825-302-7).
- Berceuse pour un crime (Une enquête du commissaire Merle), Rue des Boucheries Éditions, 2012 (ISBN 9782954055626).
- L'Hôtel du Cheval rouge (Une enquête du commissaire Merle), Rue des boucheries Éditions, 2013 (ISBN 978-2-9540556-4-0).
- L'Assassin de la ligne 7 (Une enquête du commissaire Merle), Rue des boucheries Éditions, 2014 (ISBN 978-2-9540556-8-8).
- La Belle Marinière (Une enquête du commissaire Merle), Rue des Boucheries Éditions, 2014 (ISBN 979-10-94260-02-9).
- La Maison de l'éclusier (Une enquête du commissaire Merle), Rue des Boucheries éditions, 2015 (ISBN 979-10-94260-04-3).
- Thérèse est morte (Une enquête du commissaire Merle), Rue des boucheries éditions, 2015 (ISBN 979-10-94260-00-5).
- Merle voit Rouge : Vendanges mortelles, suivi de Fleur de gare et de La nuit du pénitent (Les enquêtes du commissaire Merle) (polar), De Borée, 2016 (ISBN 978-2-8129-1966-4).
- Qui êtes-vous Merle ? (Les enquêtes du commissaire Merle) (polar), De Borée, 2016 (ISBN 978-2-8129-2024-0).
- Rendez-vous avec Merle (Les enquêtes du commissaire Merle) (polar), De Borée, 16 février 2017 (ISBN 978-2-8129-204-4-8).
- Dernier fric-frac (polar), De Borée, 11 mai 2017 (ISBN 978-2-8129-2116-2)[22],[23].
- Rue des Boucheries (Les enquêtes du commissaire Merle) (polar), De Borée Centre France Livre, 2017 (ISBN 978-2-8129-2164-3).
  - Trois nouvelles enquêtes du commissaire Merle : L'évadé de Moulins, Merle et les bons enfants et L'écluse No 47 bis
- Les Iris rouges (Les enquêtes du commissaire Merle) (polar), De Borée Centre France Livre, 2018 (ISBN 978-2-8129234-5-6)[20].
- Rue des Innocents, Ajna de Scorto, 2018 (ISBN 978-2-917012-06-2).
- La nuit tous les crimes sont permis (Les enquêtes du commissaire Merle), Ajna de Scorto, septembre 2019 (ISBN 978-2-917012-08-6)[24].
- Crimes aux Buttes-Chaumont (Les enquêtes du commissaire Merle), Ajna de Scorto, septembre 2020 (ISBN 978-2-917012-12-3)[25].
- Sans Fleurs et sans couronnes (Ethon Blimiec), Lucien Souny, 3 mars 2021, 128 p. (ISBN 978-2848868493).
- Rue de la grande Muette (Ethon Blimiec), Lucien Souny (ISBN 978-2-848-86864-6).
- Fiché à vie (Ethon Blimiec), Lucien Souny (ISBN 978-2-84886-871-4).
- Le Crime du canal (Les enquêtes du commissaire Merle), Ajna de Scorto (ISBN 978-2-84886-880-6).
- Atmosphère d'enfer (Ethon Blimiec), Lucien Souny (ISBN 978-2-84886-880-6).
- Zone de clair obscur (Ethon Blimiec), Lucien Souny (ISBN 978-2-84886-891-2).
- Crimes à la Baule (Les enquêtes du commissaire Merle), Ajna de Scorto (ISBN 978-2-91701-220-8).
- Crimes en haut nivernais (Les enquêtes du commissaire Merle), Rue des Boucheries (ISBN 979-10-94260-00-5).